# تئودور اف. گرین
تئودور اف. گرین (به انگلیسی: Theodore F. Green) سناتور سابق عضو حزب دموکرات ایالات متحده آمریکا بود. وی در سال ۱۹۳۷ تا ۱۹۶۱ میلادی سناتور ایالت رود آیلند در سنای ایالات متحده آمریکا بود.